# Geraldo de Proença Sigaud
Geraldo de Proença Sigaud (Belo Horizonte, 1909. szeptember 26. – Diamantina, 1999. szeptember 5.) brazil teológus, egyetemi tanár és katolikus pap. A Jacarezinhói egyházmegye megyéspüspöke 1946 és 1960. között, utána a Diamantinai főegyházmegye érseke 1980-as nyugdíjazásáig. Részt vett a Második vatikáni zsinaton.